# Убивство у прохідному дворі
«Убивство у прохідному дворі» (англ. Murder in the Mews — збірка з чотирьох оповідань англійської письменниці Агати Крісті, присвячених розслідуванням Еркюля Пуаро. Вперше опублікована окремим виданням 15 березня 1937 року видавництвом Collins Crime Club.
Складається з наступних творів:
- «Убивство в прохідному дворі» (англ. Murder in the Mews);

Померла молода дівчина в будинку близько каретних рядів, схоже на самогубство. Але як стверджує сусідка убитої вона не була лівшею, а правшою. Пуаро починає розслідування.
- «Неймовірна крадіжка» (англ. The Incredible Theft);

Викрадають важливі документи з дому члена парламенту.
- «Дзеркало мерця» (англ. Dead Man's Mirror);

Вбивають літню людину, яка купила дзеркало в аукціоні. Під час вбивства куля потрапила не тільки в голову убитого, але і в дзеркало. Підозрюваних не багато, але у них залізне алібі. Але Пуаро успішно розгадує загадку.
- «Трикутник на Родосі» (англ. Triangle at Rhodes).

Пуаро їде відпочивати на острів Родос. Але відпочинок триває недовго — вбивають дружину багатого чоловіка. Пуаро з'ясовує, те що мотив вбивства може бути через любовний трикутник.